# Le Mont
Pour les articles homonymes, voir Le Mont (homonymie).
Le Mont est une commune française située dans le département des Vosges en région Grand Est. Ses habitants sont appelés les Montois.

## Géographie

### Localisation
Le Mont est une localité de moyenne montagne, à mi-chemin entre Senones et le col du Hantz. 

### Géologie et relief
Elle est arrosée par le Bouchard, un affluent gauche du Rabodeau. Son nom est associé à un mamelon gréseux isolé - la Côte du Mont - entièrement inclus dans le territoire de la commune et culminant à 730 m.

### Sismicité
Commune située dans une zone 3 de sismicité modérée.

### Hydrographie et les eaux souterraines
Hydrogéologie et climatologie : Système d’information pour la gestion des eaux souterraines du bassin Rhin-Meuse :
Territoire communal : Occupation du sol (Corinne Land Cover); Cours d'eau (BD Carthage),
Géologie : Carte géologique; Coupes géologiques et techniques,
 Hydrogéologie : Masses d'eau souterraine; BD Lisa; Cartes piézométriques.
La commune est située dans le bassin versant du Rhin au sein du bassin Rhin-Meuse. Elle est drainée par le ruisseau du Voe,.

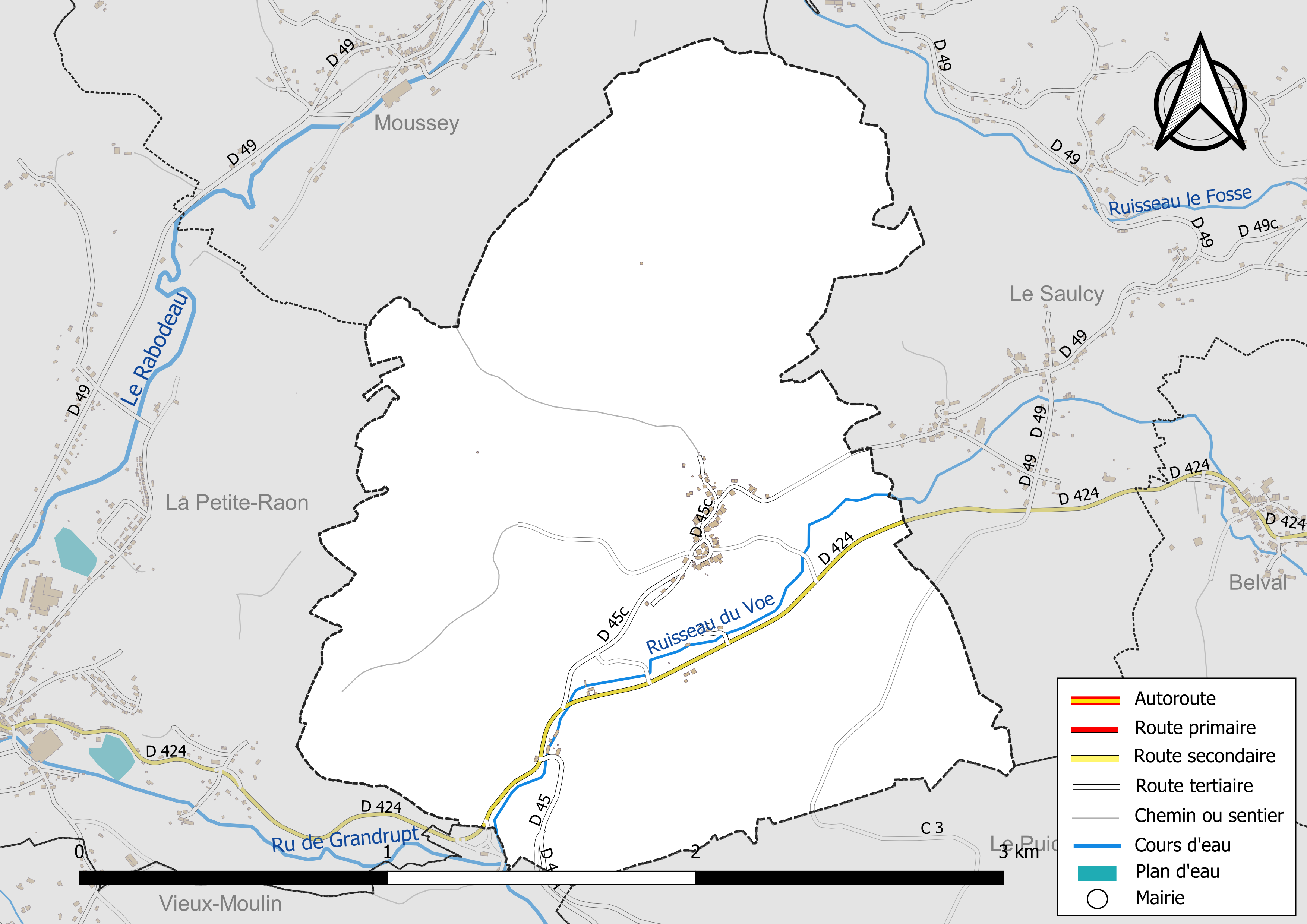
Réseaux hydrographique et routier du Mont.

La qualité des eaux de baignade et des cours d’eau peut être consultée sur un site dédié géré par les agences de l’eau et l’Agence française pour la biodiversité.

### Climat
Pour des articles plus généraux, voir Climat du Grand Est et Climat des Vosges.
En 2010, le climat de la commune est de type climat de montagne, selon une étude du Centre national de la recherche scientifique s'appuyant sur une série de données couvrant la période 1971-2000. En 2020, Météo-France publie une typologie des climats de la France métropolitaine dans laquelle la commune est exposée à un climat semi-continental et est dans la région climatique  Vosges, caractérisée par une pluviométrie très élevée (1 500 à 2 000 mm/an) en toutes saisons et un hiver rude (moins de 1 °C). 
Pour la période 1971-2000, la température annuelle moyenne est de 8,9 °C, avec une amplitude thermique annuelle de 16,9 °C. Le cumul annuel moyen de précipitations est de 1 183 mm, avec 13,2 jours de précipitations en janvier et 10,9 jours en juillet. Pour la période 1991-2020, la température moyenne annuelle observée sur la station météorologique de Météo-France la plus proche, « Ban-de-Sapt », sur la commune de Ban-de-Sapt à 7 km à vol d'oiseau, est de 10,3 °C et le cumul annuel moyen de précipitations est de 1 027,3 mm. 
La température maximale relevée sur cette station est de 36,9 °C, atteinte le 7 août 2015 ; la température minimale est de −17 °C, atteinte le 19 décembre 2009,,. 
Les paramètres climatiques de la commune ont été estimés pour le milieu du siècle (2041-2070) selon différents scénarios d'émission de gaz à effet de serre à partir des nouvelles projections climatiques de référence DRIAS-2020. Ils sont consultables sur un site dédié publié par Météo-France en novembre 2022.

## Urbanisme

### Typologie
Au 1er janvier 2024, Le Mont est catégorisée commune rurale à habitat très dispersé, selon la nouvelle grille communale de densité à sept niveaux définie par l'Insee en 2022.
Elle est située hors unité urbaine et hors attraction des villes,.

### Occupation des sols
L'occupation des sols de la commune, telle qu'elle ressort de la base de données européenne d’occupation biophysique des sols Corine Land Cover (CLC), est marquée par l'importance des forêts et milieux semi-naturels (78,6 % en 2018), en diminution par rapport à 1990 (84,3 %). La répartition détaillée en 2018 est la suivante : 
forêts (78,6 %), prairies (16,6 %), zones agricoles hétérogènes (4,8 %). L'évolution de l’occupation des sols de la commune et de ses infrastructures peut être observée sur les différentes représentations cartographiques du territoire : la carte de Cassini (XVIIIe siècle), la carte d'état-major (1820-1866) et les cartes ou photos aériennes de l'IGN pour la période actuelle (1950 à aujourd'hui).

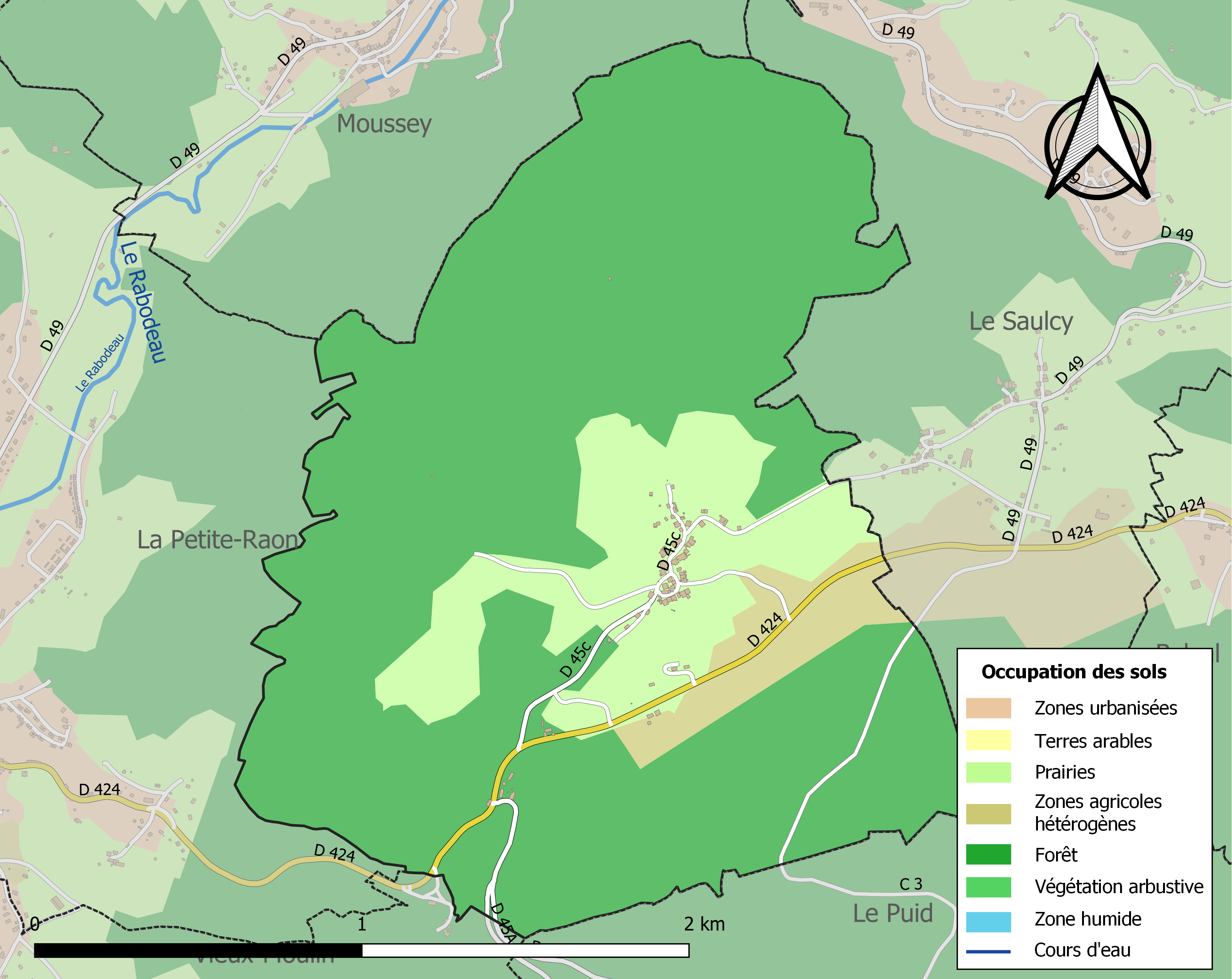
Carte des infrastructures et de l'occupation des sols de la commune en 2018 (CLC).

## Toponymie
Le nom de la localité est attesté sous la forme de Monte en 1207.

De l'oïl mont.

## Histoire
Le village est cité au Moyen Âge à deux reprises, en 1207 et 1302, mais son appellation officielle n’apparaît qu’en 1711.

Jusqu'en 1678, Le Mont fit partie de la paroisse Saint Maurice de Senones. En 1678 fut érigée la paroisse de Saint-Jean-du-Mont. 
La paroisse Saint-Maurice-du-Rabodeau est composée de 13 villages.
Comme les communes voisines, Le Mont fait partie de la principauté de Salm jusqu'en 1793.

## Politique et administration
| Période                                  | Période   | Identité                    | Étiquette | Qualité                                                   |
| ---------------------------------------- | --------- | --------------------------- | --------- | --------------------------------------------------------- |
| Les données manquantes sont à compléter. |           |                             |           |                                                           |
|                                          |           | Charles Bastien (1882-1957) |           | Directeur de scierie                                      |
|                                          | 1976      | Henri Colin (1897-1976)     |           | Directeur de scierie, décédé en cours de mandat           |
| 1976                                     | 1995      | René Bastien (1920-2015)    |           | Directeur de scierie, fils de Charles, neveu du précédent |
| 1995                                     | mars 2008 | Jean Urbain                 |           |                                                           |
| 2008                                     | mars 2020 | Maryvonne Arnoux-Bau        |           |                                                           |
| mars 2020                                | En cours  | Patrick Herriot             |           | [ 18 ]                                                    |

### Budget et fiscalité 2022
En 2022, le budget de la commune était constitué ainsi :
- total des produits de fonctionnement : 106 000 €, soit 2 083 € par habitant ;
- total des charges de fonctionnement : 51 000 €, soit 994 € par habitant ;
- total des ressources d'investissement : 5 000 €, soit 98 € par habitant ;
- total des emplois d'investissement : 2 000 €, soit 31 € par habitant ;
- endettement : 0 €, soit 10 € par habitant.

Avec les taux de fiscalité suivants :
- taxe d'habitation : 20,85 % ;
- taxe foncière sur les propriétés bâties : 39,21 % ;
- taxe foncière sur les propriétés non bâties : 27,91 % ;
- taxe additionnelle à la taxe foncière sur les propriétés non bâties : 0,00 % ;
- cotisation foncière des entreprises : 0,00 %.

Chiffres clés Revenus et pauvreté des ménages en 2021 : médiane en 2021 du revenu disponible, par unité de consommation.

## Population et société

### Démographie

#### Évolution démographique
L'évolution du nombre d'habitants est connue à travers les recensements de la population effectués dans la commune depuis 1793. Pour les communes de moins de 10 000 habitants, une enquête de recensement portant sur toute la population est réalisée tous les cinq ans, les populations de référence des années intermédiaires étant quant à elles estimées par interpolation ou extrapolation. Pour la commune, le premier recensement exhaustif entrant dans le cadre du nouveau dispositif a été réalisé en 2008.

En 2022, la commune comptait 52 habitants, en évolution de +4 % par rapport à 2016 (Vosges : −2,96 %, France hors Mayotte : +2,11 %).
| 1793 | 1800 | 1806 | 1821 | 1831 | 1836 | 1841 | 1846 | 1856 |
| ---- | ---- | ---- | ---- | ---- | ---- | ---- | ---- | ---- |
| 219  | 226  | 264  | 262  | 275  | 302  | 292  | 282  | 233  |

| 1861 | 1866 | 1876 | 1881 | 1886 | 1891 | 1896 | 1901 | 1906 |
| ---- | ---- | ---- | ---- | ---- | ---- | ---- | ---- | ---- |
| 240  | 240  | 235  | 215  | 217  | 212  | 213  | 210  | 196  |

| 1911 | 1921 | 1926 | 1931 | 1936 | 1946 | 1954 | 1962 | 1968 |
| ---- | ---- | ---- | ---- | ---- | ---- | ---- | ---- | ---- |
| 193  | 160  | 159  | 153  | 137  | 143  | 133  | 102  | 112  |

| 1975 | 1982 | 1990 | 1999 | 2006 | 2008 | 2013 | 2018 | 2022 |
| ---- | ---- | ---- | ---- | ---- | ---- | ---- | ---- | ---- |
| 103  | 74   | 67   | 56   | 52   | 51   | 53   | 51   | 52   |

### Enseignement
Établissements d'enseignements :
- Écoles maternelles et primaires à Moussey, La Petite-Raon, Le Saulcy, Senones, Belval.
- Collèges à Senones, Provenchères-et-Colroy, Saint-Dié-des-Vosges.
- Lycées à Saint-Dié-des-Vosges, Raon-l'Étape.

### Santé
Professionnels et établissements de santé :
- Médecins à La Petite-Raon, Senones, Celles-sur-Plaine, Moyenmoutier.
- Pharmacies à La Petite-Raon, Senones, Celles-sur-Plaine, Moyenmoutier.
- Hôpitaux à Senones, Badonviller, Raon-l'Étape, Rothau, La Broque.

### Cultes
- Culte catholique, Paroisse Saint-Maurice-du-Rabodeau[27], Diocèse de Saint-Dié.

## Économie

### Entreprises et commerces

#### Agriculture
- Sylviculture et autres activités forestières.
- Élevage d'autres animaux.

#### Tourisme
- Hébergements et restauration à Belval, Senones, Grandrupt, Denipaire, La Voivre, Raon-l'Étape.

#### Commerces
- Commerces et services de proximité.

## Culture locale et patrimoine
Le Mont, Centre du Village.Carte postale 1880/1945.

### Lieux et monuments
- Fontaines de grès rose.
- Scieries hydrauliques à cadre[28],[29]
- Zone naturelle d'intérêt écologique, faunistique et floristique[30].

## Pour approfondir